# Doppelpenetration

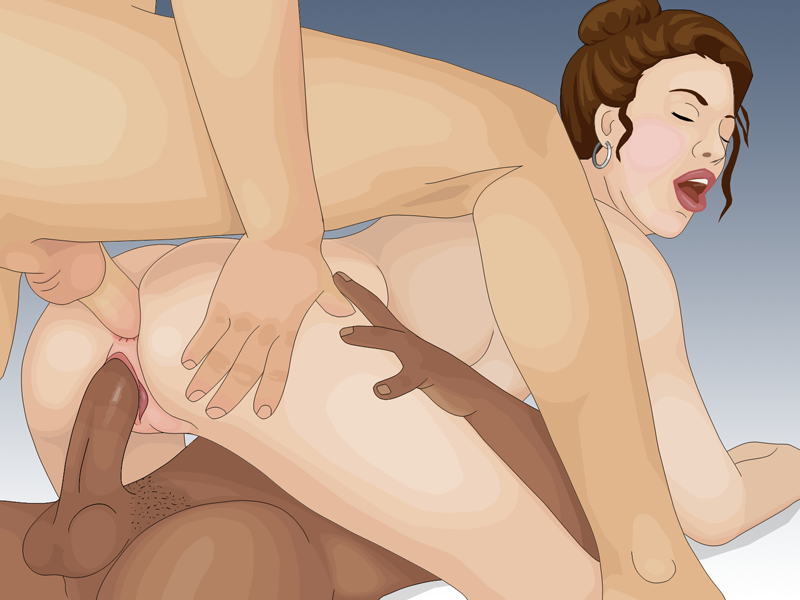
Darstellung einer Doppelpenetration

Die Doppelpenetration (DP) ist eine sexuelle Praktik, bei der eine Person gleichzeitig von zwei Männern penetriert wird.

## Varianten
Die gleichzeitige Penetration von Vagina und Anus, üblicherweise als „Sandwich“ bezeichnet, wird häufig in Pornofilmen praktiziert. Die beteiligten Männer spüren dabei ihre Penisse, da die Wand zwischen Vagina und Rektum sehr dünn ist, berühren sich aber nicht.
Die gleichzeitige vaginale und orale Penetration wird seltener Doppelpenetration als Spit Roast („Spießbraten“) genannt. Eine weitere Variante ist die gleichzeitige orale und anale Penetration.
Auch gibt es das sogenannte „Double Vaginal“ (DVP bzw. DPP, kurz für double vaginal penetration bzw. double pussy penetration), bei der zwei Männer zugleich in die Vagina der Frau eindringen bzw. Dildos dort eingeführt werden. Analog steht „Double Anal“ (DAP, kurz für double anal penetration) für zweifachen Analverkehr. Wissenschaftliche Nachweise möglicher Spätfolgen von sexuell motivierter Analdehnung gibt es zurzeit nicht.
Unter „Triple Penetration“ (auch „Dreifachpenetration“ bzw. „dreifache Penetration“ genannt) werden sowohl gleichzeitiger oraler, vaginaler und analer Verkehr durch drei Männer bzw. Dildos oder vaginaler und analer Verkehr (als double anal + vaginal bzw. double vaginal + anal) als auch die dreifache Penetration von Vagina oder Anus (triple vaginal [penetration] bzw. triple anal [penetration]) bezeichnet. Diese Praktiken sind selten, da sie von allen Beteiligten ein hohes Maß an Körperbeherrschung erfordern, und werden hauptsächlich im Bereich der professionellen Pornographie ausgeübt.